# Max Baer
Maximilian Adelbert Baer, mais conhecido como Max Baer (Omaha, 11 de fevereiro de 1909 – Los Angeles, 21 de novembro de 1959), foi um pugilista americano campeão mundial dos pesos-pesados entre 1934 e 1935.

## Biografia
Considerado dono de um dos mais poderosos socos na história do boxe, listado na 22ª posição entre os maiores nocauteadores de todos os tempos pela revista Ring Magazine, Baer recebeu o infâme apelido de "assassino dos ringues" pela imprensa da época após ter tido participação em duas fatalidades logo nos primeiros anos de sua carreira.
A primeira delas aconteceria logo no seu segundo ano como boxeador profissional, em meados de 1930, quando Baer subiu ao ringue para enfrentar Frankie Campbell. Durante um agitado segundo assalto, Campbell empurrou Baer, que perdeu o equilíbrio e foi ao chão. O árbitro abriu contagem e Campbell dirigia-se ao canto neutro acenando para a platéia, quando um irado Baer reergueu-se e desferiu um potente golpe na mandíbula de seu adversário. Campbell caiu indefeso nas cordas e Max avançou contra ele, mas foi prontamente detido pelo árbitro. Sob forte vaias do público, o gongo soou determinando o final do round. Retornando ao seu córner Campbell teria dito ao seu treinador ter ouvido algo estalar na sua cabeça, todavia retornou ao combate e lutou bravamente por mais dois assaltos. No quinto assalto, Baer finalmente encurralou seu oponente nas cordas e desferiu uma impiedosa sequência de golpes que levou seu oponente a desfalecer ao chão após uma tardia intervenção do árbitro da luta.
Baer aguardou a chegada da ambulância junto à Campbell e mais tarde fez questão de ir visitá-lo no hospital. Tragicamente Campbell não resistiu aos ferimentos e foi declarado morto no dia seguinte. Baer foi acusado de homicídio culoposo pela morte de Frankie Campbell, mas eventualmente acabou sendo absolvido.
Abalado pelo triste acontecimento e remoendo-se de culpa, Baer considerou seriamente em abandonar o boxe, retornando aos ringues somente quatro meses mais tarde contra Ernie Schaff, que ironicamente viria a se tornar a sua segunda vítima. O primeiro encontro entre Baer e Schaff terminou com vitória de Schaff nos pontos. Em seus cinco confrontos seguintes Baer tornou a perder mais três vezes, sendo que a última dessas suas derrotas veio a acontecer quase que um ano após sua fatídica luta contra Frankie Campbell.
Acolhido pelo ex-campeão mundial Jack Dempsey, a partir de meados de 1931 Baer retomou o rumo de sua carreira e venceu todas suas dez lutas seguintes, sendo a metade delas pela via do nocaute, até enfim vir a acontecer sua revanche contra Ernie Schaff em meados de 1932, praticamente dois anos após o falecimento de Campbell. Nesse segundo encontro entre Baer e Schaff, Baer saiu-se vitorioso nos pontos após impor um duro castigo ao seu oponente, culminando com uma espetacular queda de Schaff ao término do último assalto. Salvo pelo gongo, Schaff evitou uma derrota por nocaute, mas precisou de cinco longos minutos para recuperar sua consciência. Nos seis meses que se seguiram Schaff queixou-se inúmeras vezes de fortes dores de cabeça, até que veio a acontecer sua derradeira luta contra o gigante italiano Primo Carnera no início de 1933. Nocauteado no 13º assalto, Schaff entrou em coma e veio a falecer três dias mais tarde. A autópsia de Schaff revelou um inchaço do cérebro e das meninges e, apesar de ter sido uma vítima direta de Carnera, a imprensa da época logo apressou-se em associar a morte de Schaff ao nome de Max Baer, tentando imputá-lo como o principal responsável pelos danos cerebrais de Schaff.
Incomodado com a fama que a imprensa insistia em lhe atribuir, Baer passou a dedicar-se mais a lutas exibicionais a partir de 1933, ano este em que ele lutou profissionalmente apenas uma única vez, quando subiu ao ringue contra o ex-campeão mundial Max Schmeling. Baer sagrou-se vitorioso desse confronto com um nocaute técnico no 10º assalto, o que resultou em um duro revés ao nazismo de Adolf Hitler, especialmente porque Baer lutara com uma estrela de Davi desenhada em seu calção..
Em seu embate seguinte, um ano após sua vitória contra Schmeling, já em meados de 1934, subiu ao ringue como desafiante ao título mundial dos pesos-pesados contra o gigante italiano Primo Carnera. Boxeando maravilhosamente, Baer levou o campeão à lona por onze vezes, em onze assaltos disputados, quando o árbitro decidiu poupar o campeão de uma humilhação ainda maior e por fim interrompeu a luta. Uma vez campeão mundial, Baer reinou por apenas um ano, perdendo seu título inacreditavelmente para o completo azarão Jim Braddock em meados de 1935.
Três meses após perder o título mundial, Baer sofreu sua primeira derrota por nocaute na carreira, quando não resistiu mais do que quatro assaltos contra o ascendente Joe Louis. Baer retornou com tudo em 1936, obtendo uma absurda sequência de vitórias naquele ano, porém uma derrota logo no princípio de 1937 para o galês Tommy Farr precipitou o que viria ser o final de sua carreira.
Em meados de 1940, após um vitória arrasadora no primeiro assalto contra Pat Comiskey, Baer foi alçado ao posto de campeão branco dos pesos-pesados, em um claro golpe publicitário que visava uma segunda luta entre Baer e o mais novo campeão mundial dos pesos-pesados, o boxeador negro Joe Louis. Como essa luta pelo título mundial jamais veio a se concretizar, Baer encerrou sua carreira em 1941 com uma derrota para Lou Nova..

## Cinema e morte
A estreia no cinema de Baer aconteceu em 1933, quando ele ainda era um boxeador ativo, no filme O Pugilista e a Favorita. Depois de se retirar dos ringues, Baer atuou em diversos filmes, além de alguma aparições em seriados de TV, entre os anos de 1942 e 1958.
Baer foi interpretado pelo ator Craig Bierko no filme Cinderella Man- A Luta Pela Esperança, lançado em 2005 e estrelado por Russell Crowe no papel de Jim Braddock e sua incrível história de vida. Bierko interpretou um homem bruto e impiedoso, que zombava e ameaçava seus adversários, sendo que esta versão cinematográfica em nada correspondia a verdadeira personalidade brincalhona de Baer na vida real.
Max Baer faleceu em 1959, aos 50 anos de idade, vítima de um ataque cardíaco
Em 1995, Max Baer foi incluído na galeria dos melhores boxeadores de todos os tempos, que hoje estão imortalizados no International Boxing Hall of Fame.